# Мотненко, Антон Наумович
Антон Наумович Мотненко (16 августа 1902—?) — врач-хирург, руководитель 5-й зимовки в бухте Тихая (Земля Франца-Иосифа), директор Кубанского, Ростовского и ректор Одесского медицинских институтов.

## Биография
Родился в крестьянской семье по одним данным в д. Новосеница Херсонской губeрнии, по другим Новоселица Ровнянского района Кировоградской области Украинской ССР. В 1927 году окончил медицинский факультет Северо-Кавказского государственного университета в Ростове-на-Дону. Работал ординатором, аспирантом, ассистентом.
С 1932 по 1933 год был ассистентом у профессора Владимира Михайловича Святухина на кафедре хирургии Кубанского медицинского института.

### Зимовка на Земле Франца-Иосифа
С сентября 1933 по август 1934 начальник зимовки группы полярников в бухте Тихая на острове Гукера архипелага Земля Франца-Иосифа. На тот момент самой северной в мире научной полярной станции, с самым северным в мире человеческим поселением. История зимовки запечатлена в документальной повести Сергея Безбородова «На краю света», вышедшей с предисловием  полярного исследователя, океанолога  и метеоролога В. Ю. Визе. Книга вышла из печати в июне 1937 года, после ареста автора ее тираж почти целиком был уничтожен (один экземпляр хранится в РНБ). В рамках издательской программы Музея истории ГУЛАГа издание "На краю света" в 2020 году положило начало изданию  серии книг репрессированных детских писателей "Ex cineribus".. Отчёт начальника полярной геофизической обсерватории и радиостанции Мотненко А.Н. о зимовке 1933/34 г. в бухте Тихой, составленный для Всесоюзного арктического института хранится в Музейно-выставочном центре технического и технологического освоения Арктики (Санкт-Петербург).

### Директор Кубанского медицинского института
С 1934 по 1944 год директор Кубанского медицинского института. За время работы Мотненко значительно укрепилась материальная база института, было построено общежитие по улице Красной.
В 1937 или 1938 году некто В. И. Шулятев пустил слух, что Мотненко сын кулака, и, что об этом «получили материал», и подготовил вопрос об исключении Мотненко из партии, как скрывшего своё социальное положение при вступлении. Мотненко сумел неожиданно выехать в район, где родился, и получить официальную справку, что его отец, никогда не был кулаком, а был середняком. В результате партсобрание было резко настроено против Шультяева, а Мотненко избежал смертельной опасности, так как за исключением из партии мог последовать арест.

#### Кубанский медицинский институт в годы войны
Особо отчетливо организаторский талант Мотненко проявился в годы Великой Отечественной войны. 8 ноября 1941 года институт, включая подавляющую часть профессорско-преподавательского состава и почти всех студентов, со значительной частью оборудования, специальным поездом был эвакуирован в Ереван. Но 25 апреля 1942 года поступило распоряжение о реэвакуировации. И хотя Мотненко был против поспешного решения, он был вынужден починиться, так как в телеграмме первого секретаря крайкома П. И. Селезнёва было сказано, что невозвращение института может объясняться только трусостью руководства. Через три месяца, в начале августа 1942 последовала вторая эвакуация, которая проходила в куда более сложных условиях. Вечером 2 августа Мотненко во главе группы около 250 студентов ушёл из Краснодара пешком по направлению на Горячий Ключ через перевалы к черноморскому побережью. За ними шли три подводы, нагруженные несколькими ящиками с микроскопами и другой аппаратурой. 25 августа институт был из Сочи эвакуирован в Ереван, но базы Ереванского мединститута уже были заняты эвакуированным Северо-Осетинским мединститутом. Потупил приказ следовать из Еревана в г. Куйбышев. 13 октября 1942 года институт выехал через Баку, а 16 ноября прибыл в Куйбышев. Речь шла о слиянии Кубанского мединститута с местным Куйбышевским. Но Мотненко приказал не выходить из вагонов и смог отстоять самостоятельность Кубанского медицинского института. Просьба руководства и парторганизации института сохранить Кубанский мединститут была удовлетворена, и Кубанскому мединституту было предложено направиться в Тюмень, куда он прибыл в декабре 1942 года. 8 ноября 1943 года институт вновь реэвакуирован в Краснодар.
В Тюмени Мотненко, занимая должность директора эвакуированного Кубанского государственного медицинского института им. Красной Армии, одновременно в 1942—1943 годах работал врачом глазного отделения больницы им. С. В. Очаковского.
В 1944 году защитил в Краснодаре кандидатскую диссертацию по теме "Гиповентиляция лёгких в патогенезе после операционных лёгочных осложнений".

### Послевоенные годы
20 марта 1944 года приказом НКЗ РСФСР назначен директором Ростовского медицинского института, сильно пострадавшего в годы войны. Под руководством Мотненко продолжен курс на восстановление этого медицинского института. Полным ходом шли ремонтно-восстановительные работы. 22 октября 1944 года отозван в Москву, где занял должность заместителя Министра здравоохранения РСФСР.
С 1949 по 1951 год ректор Одесского медицинского института.
В конце жизни был директором Ракового института.

## Отзывы современников
Сотрудник Кубанского мединститута И. Э. Акопов вспоминал:
А. Н. Мотненко имел исключительно мягкий и обаятельный характер, хотя это не оказывало отрицательного влияния на его организаторские способности. Наоборот, это располагало к себе и вызывало доверие у людей, работавших с ним. Он одинаково хорошо, не повышая голоса ни при каких обстоятельствах, обычно с доброй улыбкой, разговаривал как с ведущими учеными, так и с техническими работниками, и со студентами. Поэтому не случайно он был всеобщим любимцем. Нe только я, но и многие старые работники института, знавшие многих его директоров и ректоров, убеждены, что он был наиболее авторитетным руководителем института.

## Научные труды
- Мотненко А. Н. 1929. Зависимость пальцевых нагноений от профессии. // В кн.: 21-й Съезд Российских хирургов сост. в Ленинграде 5-9 июня 1929 г., с. 64-112
- Мотненко А. Н. Послеоперационная вентиляция лёгких. // Журнал Современной хирургии. −1931. —  № 1-2. С. 209-215.
- Мотненко А. Н. Жизненная ёмкость лёгких поле операции // Современная хирургия. −1931. — том. 4. № 1-2.
- Мотненко А. Н. Об объединении больниц и поликлиник. // Советское здравоохранение. −1948. — № 2. — С. 13-21.
- Мотненко А. Н. Укрепление участковости в городе. // Советское здравоохранение. — 1949. — № 1. — С. 10-12.
- Мотненко А. Н. Принципы и организация лечебно-профилактической работы в объединённых больнично-поликлинических учреждениях. // Советская медицина. — 1949. — № 2. — С. 30-33.

### Рекомендуемые источники
- Сообщение о смерти в "Медицинской газете"[a]

## Комментарии
1. ↑  Спустя годы я вновь встретился с ним в Москве, где он работал уже директором ракового института. Он стал расспрашивать о моих делах, о диссертации и прочем. Я со своей стороны, чтобы не показать, что вижу его в плохом настроении, спросил: «А как у тебя с [докторской] диссертацией, Антон Наумович?» В ответ на это он засмеялся и грустно произнес: «Не до жиру, быть бы живу мне! Какая диссертация теперь?» После такого ответа я понял, что зря спросил о диссертации, этот вопрос еще больше взволновал его. Но я совершенно не мог предположить, что эта моя беседа с ним - последняя: через три дня в «Медицинской газете» я прочитал о кончине А. Н. Мотненко.[5]